# Sammallahdenmäki
Sammallahdenmäki è un sito archeologico funerario dell'età del bronzo che si trova in Finlandia, nei pressi di Lappi. Nel 1999 è stato incluso nell'elenco dei patrimonio dell'umanità dell'UNESCO.
Il sito si trova su di una collina, lontano dalla strada che porta da Tampere a Rauma. In origine si trovava nei pressi della costa del Golfo di Botnia, ma in seguito al sollevamento terrestre subito nel corso dei secoli ora esso si trova a ben 15 chilometri dal mare. Si tratta di uno dei più importanti siti dell'età del bronzo di tutta la Scandinavia.
Il sito è composto da 36 tumuli funerari in granito, eretti fra il XV e il V secolo a.C. Quattro di questi tumuli furono scavati dall'archeologo Volter Högman nel 1891, tra cui quelli detti Kirkonlaattia ("pavimento della chiesa", un insolito tumulo rettangolare di 16 metri per 19, con un tetto piatto) e Huilun pitkä raunio ("il lungo tumulo di Huilu", circondato da un'antica cinta muraria in pietra).